# Michael Doran
Michael Scott Doran (25 de abril de 1962) es un analista estadounidense de la política internacional de Oriente Medio. Es miembro senior del Instituto Hudson. Anteriormente fue miembro principal del Centro Saban para la Política de Oriente Medio de la Institución Brookings. Ha sido profesor visitante en la Escuela de Graduados en Servicio Público Robert F. Wagner de la Universidad de Nueva York. Antes de eso, fue profesor asistente de Estudios del Cercano Oriente en la Universidad de Princeton y enseñó en la Universidad de Florida Central. Fue nombrado miembro del Consejo de Seguridad Nacional y también fue subsecretario adjunto de diplomacia pública en el Departamento de Defensa de Estados Unidos durante la administración de George W. Bush. El apoyó la invasión de Irak.

## Biografía

### Primeros años
Recibió su doctorado en estudios del Cercano Oriente por la Universidad de Princeton en 1997. Su asesor de doctorado fue L. Carl Brown. Asistió a la Universidad Stanford y se graduó con una licenciatura en Historia en 1984.

### Carrera
Es miembro principal del Hudson Institute, al que se incorporó en 2014. Antes de eso, fue miembro principal del Centro Saban para la Política de Oriente Medio de la Institución Brookings. También fue profesor visitante en la Escuela de Graduados en Servicio Público Robert F. Wagner de la Universidad de Nueva York. Antes de regresar a la academia, fue nombrado subsecretario adjunto de diplomacia pública en el Departamento de Defensa de Estados Unidos en abril de 2007, después de haber sido director senior para asuntos de Cercano Oriente y África del Norte en el Consejo de Seguridad Nacional de 2005 a 2007. Su carrera docente comenzó en la Universidad de Florida Central y posteriormente se incorporó al Departamento de Estudios de Oriente Próximo de la Universidad de Princeton como profesor asistente hasta que fue designado para la administración de George W. Bush.

## Controversias

### Defensa de Azerbaiyán
Ha sido criticado en The American Conservative como "uno de los principales animadores halcones de Azerbaiyán" y alentando el sentimiento anti-armenio. El periodista iraní-estadounidense Sohrab Ahmari ha llamado a Doran un "propagandista... que aplaude, una limpieza étnica actual y en curso". Michael Rubin del American Enterprise Institute lo describió como "llevando agua para el régimen azerbaiyano".
Durante la huida de los armenios de Nagorno-Karabaj en 2023, que ha sido descrita por expertos internacionales, incluida la Asociación Internacional de Académicos del Genocidio, como un crimen de guerra o un crimen de lesa humanidad perpetrado por Azerbaiyán, el describió la partida repentina de más del 80 por ciento de la población étnica armenia de la región como un "éxodo voluntario de armenios".
Casey Michel, director del Programa de Lucha contra la Cleptocracia de la Fundación de Derechos Humanos, criticó la afirmación de Doran de que Azerbaiyán bajo el dictador İlham Əliyev se ha convertido en un "bastión de diversidad y tolerancia", y escribió que era cierta "de la misma manera que, digamos, la España de Franco, el Chile de Pinochet y el Zaire de Mobutu también fueron 'bastiones de la diversidad y la tolerancia'".

## Publicaciones

### Libros
- Panarabismo antes de Nasser: la política de poder egipcia y la cuestión de Palestina. 1999. Oxford University Press. ISBN 0195160088
- "What Carter Owes Begin". In Menachem Begin's Zionist Legacy. 2015. Koren Publishers. ISBN 978-1592644155.
- La apuesta de Ike: el ascenso de Estados Unidos al dominio en el Medio Oriente. 2016. Free Press. ISBN 978-1451697759.